# 크레이 형제
로널드 크레이(영어: Ronald Kray, 1933년 10월 24일 ~ 1995년 3월 17일)와 레지널드 크레이(Reginald Kray, 1933년 10월 24일 ~ 2000년 10월 1일)는 잉글랜드의 쌍둥이 형제이다. 로널드는 로니(Ronnie), 레지널드는 레지(Reggie)라는 애칭으로 잘 알려져 있다. 1950년대부터 1960년대에 걸쳐 런던의 이스트엔드의 최악의 범죄자로, 그들의 일당 더 펌(The Firm)과 함께 크레이 형제는 강도, 방화, 추심, 폭행 등을 하였다.